# Chiesa di Santa Trofimena
La chiesa di Santa Trofimena è un luogo di culto cattolico di Salerno, che sorge nel rione Fornelle (via Porta Catena), nel centro storico.

## Storia
Secondo il Chronicon Salernitanum la chiesa fu costruita intorno al IX secolo, in età longobarda, per accogliere le reliquie di santa Trofimena, che vi sarebbero state trasferite da Benevento.
La chiesa fu sede parrocchiale tra il 1503 e il 1853.  Tra il 1515 e il 1570 le furono annesse le parrocchie di San Giovanni dei Greci e di San Pietro delle Femmine .  Nel corso del Seicento fu sottoposta ad una radicale ristrutturazione: ebbe un rivestimento barocco e l'ingresso venne spostato sul lato occidentale, opposto a quello originale. Nel 1627 invece fu annessa alla chiesa di Sant'Anna al Porto. L'attuale facciata curvilinea risulta da un ulteriore rimaneggiamento ottocentesco.
Nel 2012 è stata sottoposta a restauro.

## Descrizione
L'edificio è ad unica navata, con strutture verticali di tufo, intonacato e dipinto all'interno e con intonaco grezzo all'esterno.  Presenta una volta a botte sull'aula con pavimento in piastrelle di maiolica e in cotto.
L'attuale facciata occidentale, costruita allo scopo di nascondere l'alzato delle due originarie absidiole laterali, risale all'Ottocento e presenta un'ampia finestra ed un timpano semicircolare che tendono ad accentuare lo slancio dell'edificio.